# Alexandre Ferdinand Parseval-Deschênes
Pour les articles homonymes, voir Parseval et Deschênes.
Alexandre Ferdinand Parseval-Deschênes, né le 27 novembre 1790 à Paris où il est mort le 10 juin 1860, est un amiral de France et homme politique français, grand-croix de la Légion d'honneur et médaillé militaire.

## Biographie
D’une famille noble, il est le neveu du mathématicien Marc-Antoine Parseval et de l'académicien François-Auguste Parseval-Grandmaison.
Embarqué comme volontaire en 1804, il participe à la reprise du Fort Le Diamant à la Martinique, puis combat à Trafalgar comme novice à bord du vaisseau amiral le Bucentaure.
Comme enseigne de vaisseau, il participe en 1815 aux travaux de reconnaissance hydrographique des côtes de Bretagne.
En 1817, il fait partie de l'expédition qui reprend possession de la Guyane restituée à la France, puis commande durant deux ans la station navale française dans cette colonie.
En 1822, alors lieutenant de vaisseau, il est décoré de la légion d'Honneur pour sa réussite à déséchouer la frégate l'Africaine naufragée sur la côte de Terre-Neuve.
Il commande la frégate Iphigénie lors de l'expédition contre le Mexique. Il participe au blocus de Vera Cruz et au bombardement de San Juan de Ulúa en 1838, puis à l'occupation de l'île argentine de Martín García, en 1839. Il est le mentor maritime du prince de Joinville.
Promu contre-amiral le 30 avril 1840, il est major général de la marine à Toulon, puis préfet maritime à Cherbourg, avant de commander l'escadre d'évolutions en Méditerranée.
Fait vice-amiral le 15 juillet 1846, il est préfet maritime à Toulon, puis commande à nouveau l'escadre de la Méditerranée.
Il entre au conseil d'Amirauté en 1851 et préside le Conseil des travaux de la Marine. Il est nommé sénateur par Napoléon III le 26 janvier 1852.
Lors de la guerre de Crimée, il commande la flotte de la Baltique avec laquelle il bombarde la forteresse russe de Bomarsund, dont il obtient la capitulation le 16 août 1854. En récompense, il est élevé à la dignité d'amiral de France le 2 décembre suivant.
L'amiral Parseval-Deschenes est inhumé au cimetière du Père-Lachaise.

## Hommages
- Son portrait peint en 1855 par Charles-Philippe Larivière se trouve au musée du Château de Versailles.
- Son nom a été donné à un aviso colonial de la marine nationale, lancé en 1879 et désarmé en 1898.

## Décorations
- Grand-croix de la Légion d'honneur (30 août 1854)
- Médaille militaire (14 juillet 1852)[2]